# Deandra Dottin
Deandra Jalisa Shakira Dottin (* 21. Juni 1991 in Barbados) ist eine barbadische Cricketspielerin, die zwischen 2008 und 2022 für das West Indies Women’s Cricket Team spielte.

## Kindheit und Ausbildung
Dottin wuchs in Saint Andrew auf Barbados auf und verlor mit 12 Jahren ihren Vater. In ihrer Jugend betrieb sie neben dem Cricket vornehmlich Leichtathletik und nahm mehrfach an den CARIFTA-Spielen teil, ein Jugendevent für Staaten der Caribbean Free Trade Association. Im Jahr 2007 konnte sie in der U17-Konkurrenz nicht nur in ihrer Spezialdisziplin Speerwurf, sondern auch den Diskuswurf und den Kugelwurf gewinnen. Insgesamt hatte sie über die Jahre dort sieben Medaillen gewinnen können. Nachdem sie mit 14 Jahren auch das Cricket ernsthafter betrieb entschied sie sich letztendlich dieses weiter zu verfolgen. Auf Grund ihrer athletischen Ausbildung konnte sie sich dort schnell etablieren.

## Aktive Karriere

### Anfänge in der Nationalmannschaft
Ihr Debüt in der Nationalmannschaft gab sie als 17-jährige bei der Tour in Irland im Juni 2008, wobei sie beim ersten WODI 33* Runs erzielte, wofür sie als Spielerin des Spiels ausgezeichnet wurde. Kurz darauf konnte sie bei der folgenden Tour in den Niederlanden ihr erstes Fifty erzielen, als sie 66 Runs im dritten WODI erreichte. In der Folge wurde sie für den Women’s Cricket World Cup 2009 nominiert, bei dem sie unter anderem gegen Australien ein Fifty über 51 Runs erreichen. Drei Monate später stand der ICC Women’s World Twenty20 2009 an, wobei sie wieder gegen Australien ein Fifty in 22 Bällen über letztendlich 53 Runs erreichte. Die Saison 2009/10 begann sie mit einem Half-Century über 52 Runs im dritten WTwenty20 in Südafrika, wofür sie als Spielerin des Spiels und der Serie ausgezeichnet wurde. Im Mai 2010 spielte sie die zweite World Twenty20. Dabei war sie zur Eröffnung gegen Südafrika die erste Frau überhaupt die in einem WTwenty20 ein Century erzielte, als ihr 112* Runs aus 45 Bällen gelangen.
Bei der ICC Women’s Cricket Challenge 2010/11 im Oktober 2010 konnte sie zwei Fifties gegen die Niederlande (59 Runs) und Irland (72 Runs) erreichen. Ein Jahr später beim Women’s Cricket World Cup Qualifier 2011 konnte sie in den entscheidenden Spielen gegen Pakistan (60* und 95 Runs) und Sri Lanka (73 Runs) insgesamt drei Half-Centuries erzielen und so die Qualifikation sichern. Weitere Half-Centuries folgten im März 2012 in Indien im dritten WODI (59 Runs) und im Mai 2012 im dritten WTWenty20 gegen Sri Lanka (52* Runs). In der Vorbereitung zur nächsten World Twenty20 erreichte sie 62 Runs bei der Tour in England im fünften WTWenty20, wofür sie als Spielerin des Spiels ausgezeichnet wurde. Dieses gelang ihr dann zwei Wochen später auch beim ersten Spiel beim ICC Women’s World Twenty20 2012, als ihr gegen Neuseeland 58* Runs erreichte.

### Wandel zur All-rounderin
Im Februar 2013 fand der Women’s Cricket World Cup 2013 statt. In der Vorrunde konnte sie gegen Sri Lanka ein Fifty über 50 Runs erzielen. Ein weiteres Half-Century gelang ihr in der Super Six Runde gegen Australien, als sie beim Sieg 60 Runs erzielte und als Spielerin des Spiels ausgezeichnet wurde. Im kurz darauf stattfindenden Finale gegen den gleichen Gegner konnte sie 22 Runs erzielen, was nicht zum Titelgewinn reichte. Im Oktober 2013 bei der Tour gegen Neuseeland konnte sie sowohl im ersten WODI (60 Runs), als auch bei dem direkt folgenden Drei-Nationen-Turnier gegen den Gastgeber (52 Runs) ein Half-Century erreichen. Im März 2014 fand der ICC Women’s World Twenty20 2014 statt, bei dem sie in der Vorrunde gegen England als Bowlerin 4 Wickets für 12 Runs erzielte und wurde dafür als Spielerin des Spiels ausgezeichnete. Auch konnte sie gegen Indien ein Fifty über 57 Runs erreichen. Gegen Neuseeland im Herbst 2014 konnte sie in der WODI-Serie zwei (60 und 82* Runs) und in der WTwenty20-Serie ein (54 Runs) Fifty erreichen. Bei letzterer wurde sie als Spielerin der Serie ausgezeichnet. Darauf folgte eine Tour in Australien, wobei sie im zweiten WODI 4 Wickets für 42 Runs erreichte.
Im Mai 2015 erzielte sie bei der Tour in Sri Lanka in der WODI-Sere zwei (84* und 69* Runs) und in der WTwenty20-Serie ein (51 Runs) Fifty. Im Oktober konnte sie dann gegen Pakistan im zweiten WTwenty20 3 Wickets für 20 Runs erzielen. In der Vorbereitung zur nächsten Weltmeisterschaft gelang ihr in Südafrika im ersten WODI ihr erstes Five-for mit 5 Wickets für 34 Runs. Im zweiten Spiel konnte sie dann ein Fifty über 61 Runs hinzufügen. Im März 2016 fand dann der ICC Women’s World Twenty20 2016 statt. Dort hatte sie ihr bestes Spiel gegen Indien, als sie neben 45 Runs am Schlag auch 3 Wickets für 16 Runs als Bowlerin erzielte. Des Weiteren hatte sie im Turnier eine wichtige Funktion das Team nicht nur ins Finale zu führen, sondern dort gegen Australien mit 2 Wickets für 33 Runs zum Titelgewinn beizutragen.

### Rücktritt vom internationalen Cricket
Im Oktober 2016 konnte sie gegen England im ersten WODI zunächst 3 Wickets für 21 Runs und im zweiten Spiel 4 Wickets für 19 Runs erzielen. Im letzteren wurde sie als Spielerin des Spiels ausgezeichnet. Es folgte eine Tour in Indien, bei der sie im zweiten WODI 63 Runs und im zweiten WTwenty20 3 Wickets für 24 Runs erzielte. Beim Women’s Cricket World Cup 2017 in England im Sommer des Jahres gelang ihr gegen Pakistan ihr erstes WODI-Century, als sie 104* Runs aus 76 Bällen erreichte. Im Oktober 2017 konnte sie gegen Sri Lanka im dritten WTwenty20 mit 112 Runs aus 67 Bällen ein Century erzielen und wurde als Spielerin des Spiels und Serie ausgezeichnet. Ein Jahr später im September 2018 konnte sie bei der Tour gegen Südafrika im zweiten WODI 3 Wickets für 29 Runs erzielen und im dritten nicht nur 59 Runs am Schlag, sondern auch 4 Wickets für 36 Runs mit dem Ball. Es folgte der heimische ICC Women’s World Twenty20 2018, wobei sie gegen Bangladesch fünf Wickets für 5 Runs erzielte. Zu Beginn des Jahres 2019 konnte sie bei der Tour gegen Pakistan im ersten WODI ein Fifty über 96 Runs am Schlag und 3 Wickets für 14 Runs als Bowlerin erzielen. Des Weiteren erreichte sie im ersten WTwenty20 90* Runs. In beiden Spielen wurde sie als Spielerin des Spiels ausgezeichnet. Sie nahm sich in dem Jahr vor es noch einmal zu versuchen in der Leichtathletik es zu den Olympischen Sommerspielen 2020 zu schaffen, jedoch verletzte sie sich an der Schulte rund fiel für ein Jahr aus.
Beim ICC Women’s T20 World Cup 2020 spielte sie zwar drei Spiele, konnte dort jedoch nicht überzeugen. Im September 2020 konnte sie in der WTwenty20-Serie zwei Half-Centuries erzielen (69 und 63 Runs). Im September 2021 gelang ihr gegen Südafrika ein Half-Century über 71 Runs. Im November 2021 konnte sie in Pakistan im ersten WODI 132 Runs. Im einzigen Spiel beim Women’s Cricket World Cup Qualifier 2021 konnte sie ein Fifty über 73 Runs gegen Irland erzielen, bevor das Turnier auf Grund der COVID-19-Pandemie abgebrochen wurde. Im Januar 2022 konnte sie in Südafrika ein Century über 150* Runs aus 158 Bällen erzielen, bevor das Spiel auf Grund von Regenfällen abgebrochen wurde. Beim Women’s Cricket World Cup 2022 gelang ihr gegen Indien ein Half-Century über 62 Runs. Nachdem sich Barbados für die Commonwealth Games qualifizierte, spielte sie auch dort, konnte aber bei dem Ausscheiden in der Vorrunde nicht überzeugen. Während des Turniers verkündete sie, dass sie nicht mehr für die West Indies spielen will, unter anderem weil die Bedingungen im Team nicht mehr angemessen seien.